# Vildbjerg
Vildbjerg – miasto w Danii, w regionie Jutlandia Środkowa, w gminie Herning.